# Assedio di Belgrado (1789)
L’Assedio di Belgrado del 1789 fu l'assedio mosso alla città di Belgrado dal 15 settembre all'8 ottobre 1789, dall'esercito imperiale guidato dal feldmaresciallo Ernst Gideon von Laudon che assediò la fortezza ottomana di Belgrado. Dopo tre settimane di assedio, gli austriaci riuscirono a catturare la fortezza. L'Austria mantenne il controllo della città sino al 1791 quando Belgrado tornò agli ottomani sulla base degli accordi di pace che posero fine alla guerra austro-ottomana. Molti furono i soldati austriaci a distinguersi in questo assedio e molti di loro furono in seguito importanti comandanti nel corso delle Guerre rivoluzionarie francesi e delle Guerre napoleoniche. Belgrado è la capitale della moderna Serbia.

## Antefatto
L'Impero russo provocò una guerra con gli ottomani nel 1787 insistendo sul fatto che i turchi dovessero riconoscere il protettorato russo sulla Georgia. Per parte loro, i turchi istigarono una rivolta tra i Tartari della Crimea. Quando scoppiò la guerra, l'Austria era ormai legata alla Russia da un trattato segreto militare. Nel 1788, l'esercito austriaco guidato personalmente dall'imperatore Giuseppe II ottenne una serie di successi contro gli ottomani in Serbia e in Transilvania.
Nell'estate successiva, un corpo d'armata austriaco al comando del generale principe Federico Giosia di Sassonia-Coburgo-Saalfeld si mosse verso ovest per unirsi all'armata del generale russo Aleksandr Suvorov in Moldavia. Le armate combinate austro-russe sconfissero i turchi nella Battaglia di Focșani e nella Battaglia di Rymnik tra l'estate ed i primi d'autunno del 1789. Nel frattempo, von Laudon ottenne il comando del grosso dell'esercito austriaco e respinse l'invasione ottomana della Bosnia.

## L'assedio

La bandiera della città di Belgrado

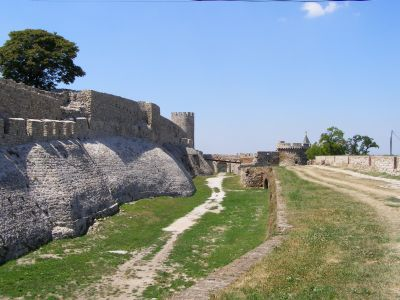
L'antico castello di Belgrado

Laudon aprì l'assedio di Belgrado il 15 settembre 1789. Dopo tre settimane di combattimenti, l'assalto finale si tenne l'8 ottobre e si dimostrò decisivo. L'Austria si affrettò quando prima ad occupare la città, ma contemporaneamente iniziò a temere per le minacce del Regno di Prussia, per la perdita d'interesse della Russia nella guerra e per la Rivoluzione brabantina scoppiata nei Paesi Bassi austriaci.
Il 27 luglio 1790 venne siglata una tregua tra l'Austria e l'Impero ottomano. Questo evento venne seguito dalla firma del Trattato di Sistova il 4 agosto 1791. Gli austriaci vennero costretti a restituire Belgrado e gli altri territori catturati agli ottomani in cambio dell'ottenimento di una breve striscia di terra a nord della Bosnia. Gli ottomani si accordarono anche con i russi con il Trattato di Iași il 9 gennaio 1792. Secondo questo accordo, invece, i russi mantennero tutte le terre catturate ad est del fiume Dnestr.

## Combattenti notabili
Un gran numero di ufficiali austriaci si distinse per il proprio servizio durante l'assedio di Belgrado giungendo poi a comandi ben più importanti nell'ambito delle guerre contro la Prima Repubblica francese ed il Primo Impero francese nel periodo compreso tra il 1792 ed il 1815. Eugène-Guillaume Argenteau era Oberst (colonnello) del 29º reggimento di fanteria von Laudon durante l'assedio. Per i suoi lavori di ingegneria militare, Franz von Lauer ottenne la promozione ad ufficiale generale dopo la battaglia. Il colonnello Andreas O'Reilly von Ballinlough era al comando del 13º reggimento di cavalleggeri Modena ed il colonnello principe Enrico XV di Reuss-Plauen guidava il 59º reggimento di fanteria Wenzel Colloredo durante l'assedio. Come ufficiale dello staff, l'allora maggiore Johann Heinrich von Schmitt si distinse a Belgrado. Il conte Heinrich von Bellegarde guidò una parte degli ussari per assicurarsi il controllo dell'area l'8 settembre 1788.

## Nella cultura di massa
La poesia L'assedio di Belgrado composta nell'Ottocento dal poeta e giornalista inglese Alaric Alexander Watts è stata dedicata a questo episodio bellico ed è un esempio di versi allitterati sin dalla sua apertura:
Un'armata austriaca, pienamente arrangiata,
Carica di artiglieria assediò Belgrado
I comandanti cosacchi vennero a cannoneggiare,
La poesia, pur basata sul fatto storico del 1789, non manca di riferirsi alla figura contemporanea del generale russo Aleksandr Suvorov nella riga "Suvorov fermò quei rumori sanguinari". In un altro punto si legge "Vana vana vittoria! Vana vittoria vana!", che si riferiscono al fatto che Belgrado tornò poi agli ottomani con la fine della guerra.